# かわかみじゅんこ
かわかみじゅんこ（1973年2月16日 - ）は、日本の漫画家。茨城県出身。女性。

## 略歴
- 中学で初投稿、高校で同人誌活動を始める。上京後、同人誌仲間の紹介で高口里純のアシスタントを務めた後、1995年『ヤングロゼ』（角川書店）にて『恋はザッツワチャドゥ』でデビュー。
- デビュー当時は「西 目丸」のペンネームでボーイズラブ作品を発表していた。
- 2004年、フランスに移住、旅先で知り合ったフランス人の「フィリップさん」と結婚。2005年1月生まれの長女がいる[1]。
- 趣味は旅行。
- 2024年現在、『FEEL YOUNG』（祥伝社）にて『中学聖日記』『パリパリ伝説』を連載中[2]。

## 作品リスト
- 中学聖日記1-6（2013年-連載中、祥伝社）
- フローラ（2015年、秋田書店）
- 長女だからって。（『別ダ[3]』2012年、メディアファクトリー）
- いたいけざかり（2011年、祥伝社）
- 日曜日はマルシェでボンボン 全6巻（『Cookie』2008年5月号 - 2017年5月号、集英社）
- パリの鈴木家（2010年、イースト・プレス）※原作タイトルは「It’s your world」（カナ出版社、2008年）[4]
- 100%オレンジピンク（2008年、宙出版）
- みどり姫（2008年、祥伝社）

短編集。収載作品『きのこハンター』、『ニュース』、『ハートの夏休み』、『マキシマム』、『江ノ島心中』、『パジャマで海へ』、『みどり姫』、『月のはんたい側』
- 軽薄と水色（2007年、宙出版）
- パリパリ伝説—不思議いっぱいパリ暮らし! 1-11（2004年-連載中、祥伝社）※4コマ漫画
- あかずのふみきり（2006年、祥伝社）
- 少女ケニヤ（2006年、祥伝社、1998年に宝島社から同タイトルで発売されたものを一部改編し出版）
- いたいけざかり（西目丸名義。2004年、光彩書房）
- 銀河ガールパンダボーイ（2002年、祥伝社）
- キキララ火山（2001年、飛鳥新社）
- ネオンテトラ（2000年、飛鳥新社）
- ワレワレハ（1999年、宝島社）

## 装丁の仕事
- 星空／流奈（書籍、2007年）
- 自分をわかってあげる自己愛心理学／高橋美保（書籍、2006年）
- あしたはひとりにしてくれ（文春文庫、2016年）

## GOLDEN DELICIOUS APPLE SHERBET
『GOLDEN DELICIOUS APPLE SHERBET』（ゴールデン デリシャス アップル シャーベット）は上記の『少女ケニヤ』に収録されている24ページの短編。主人公の名は柴崎 紅（しばざき こう）で、柴咲コウの芸名の由来となった作品である。自由奔放に生きる東京の女子高校生が描かれている。2012年リリースの柴咲の歌手デビュー10周年を記念したボックス・セットには柴咲の芸能生活デビューの経緯を描いた全5ページのコミックが収録されているが、その作画はかわかみの描き下ろしである。コミックには柴咲の芸名の由来が詳細かつユーモラスに描かれている。